# Argogorytina
Sous-tribu
Les Argogorytina sont une sous-tribu d'insectes hyménoptères de la famille des Crabronidae.

## Liste des genres
- Argogorytes Ashmead, 1899
- Neogorytes R. Bohart in Bohart & Menke, 1976
- Pterygorytes R. Bohart, 1967

## Publication originale
- (en) P.G. Nemkov et A.S. Lelej, « Phylogenetic relationships and classification of the digger wasp tribe Gorytini (Hymenoptera: Sphecidae, Nyssoninae) », Far Eastern Entomologist, Russie, vol. 37,‎ décembre 1996, p. 1–14 (ISSN 1026-051X).